# Erythroxylaceae
Erythroxylaceae Kunth, 1822 è una famiglia di piante angiosperme dell'ordine Malpighiales. Comprende alberi e arbusti con distribuzione pantropicale.

## Tassonomia
La famiglia comprende i seguenti generi:
- Aneulophus Benth.
- Erythroxylum P.Browne
- Nectaropetalum Engl.
- Pinacopodium Exell & Mendonça